# Kim Pasche
Pour les articles homonymes, voir Pasche.
Kim Pasche, né en 1983 à Moudon en Suisse, est un trappeur, auteur de livre et archéologue expérimental. Il vit une partie de l'année dans le Yukon, au Canada.

## Biographie
Kim Pasche naît au début des années 1980 à Moudon en Suisse.
Il vit en trappeur une grande partie de l'année dans le Grand Nord canadien. En été, il donne des stages d'immersion en nature et d'artisanat dans toute l'Europe. Il est également archéologue expérimental. Il s'intéresse ainsi à la transmission des savoirs ancestraux.
Il acquiert, avec Pierre-Yves Duc, une concession de 4 500 km² dans le Yukon. En 2017, la concession est ravagée par un incendie, détruisant l'ensemble de ses constructions et de son matériel.